# Раковський (Пловдивська область)
Рако́вський (болг. Раковски) — місто в Пловдивській області Болгарії. Адміністративний центр общини Раковський.

## Населення
За даними перепису населення 2011 року у місті проживали 15 175 осіб.
Національний склад населення міста:
| Національність   | Кількість осіб | Відсоток |
| ---------------- | -------------- | -------- |
| болгари          | 13019          | 92,4%    |
| цигани           | 993            | 7,0%     |
| турки            | 14             | 0,1%     |
| інша             | 25             | 0,2%     |
| не визначились   | 35             | 0,2%     |
| Всього відповіли | 14086          |          |

Розподіл населення за віком у 2011 році:
Динаміка населення: